# Aristida pallens
Aristida pallens är en gräsart som beskrevs av Antonio José Cavanilles. Aristida pallens ingår i släktet Aristida och familjen gräs. Inga underarter finns listade i Catalogue of Life.